# Royal Rumble (2001)
Royal Rumble (2001) – 14. edycja gali Royal Rumble wyprodukowana przez federację World Wrestling Federation (WWF), która odbyła się 21 stycznia 2001 w hali New Orleans Arena w miejscowości Nowy Orlean w stanie Luizjana. Po raz trzeci w historii WWF zwycięzcą Royal Rumble matchu został Stone Cold Steve Austin, który uzyskał prawo walki o tytuł WWF Championship na gali WrestleMania X-Seven. Tym samym Stone Cold Steve Austin jest obecnie jedynym wrestlerem federacji WWF (obecnie WWE), który trzykrotnie zwyciężał w Royal Rumble matchu. Gala oferowała sześć walk (w tym jedną nagraną do programu Sunday Night Heat).
W Royal Rumble matchu wziął również udział aktor komediowy Drew Carey, który wszedł jako piąty zawodnik i został wyeliminowany przez samego siebie (uciekając przed konfrontacją z Kane’em) i spędzając w ringu niespełna trzy minuty. Podczas gali odbyły się również walki o najważniejsze tytuły mistrzowskie federacji WWE. The Dudley Boyz pokonali Edge’a i Christiana zdobywając mistrzostwo WWF Tag Team Championship; Chris Jericho pokonał Chrisa Benoit o tytuł WWF Intercontinental Championship a Ivory obroniła WWF Women’s Championship w walce przeciwko Chynie. W walce o najważniejsze mistrzostwo w federacji WWF (WWF Championship), Kurt Angle obronił tytuł przed Triple H’m.

## Rezultaty walk
| Nr                                                                                            | Wyniki                                                                                          | Stypulacje                                                                                   | Czas    |
| --------------------------------------------------------------------------------------------- | ----------------------------------------------------------------------------------------------- | -------------------------------------------------------------------------------------------- | ------- |
| 1H                                                                                            | Lo Down (Chaz i D’Lo Brown) (w/ Tiger Ali Singh) pokonali Kaientai (Funakiego i Takę Michinoku) | Tag team match                                                                               | 1:57    |
| 2                                                                                             | The Dudley Boyz (Bubba Ray Dudley i D-Von Dudley) pokonali Edge’a i Christiana (c)              | Tag team match o WWF Tag Team Championship                                                   | 9:58    |
| 3                                                                                             | Chris Jericho pokonał Chrisa Benoit (c)                                                         | Ladder match o WWF Intercontinental Championship                                             | 18:43   |
| 4                                                                                             | Ivory (c) (w/ Steven Richards) pokonała Chynę                                                   | Singles match o WWF Women’s Championship                                                     | 3:27    |
| 5                                                                                             | Kurt Angle (c) (w/ Trish Stratus) pokonał Triple H’a (w/ Stephanie McMahon-Helmsley)            | Singles match o WWF Championship                                                             | 24:18   |
| 6                                                                                             | Stone Cold Steve Austin wygrał Royal Rumble match eliminując jako ostatniego z ringu Kane’a     | 30-osobowy Royal Rumble match na walkę o tytuł WWF Championship na gali WrestleMania X-Seven | 1:01:52 |
| (c) – mistrz/mistrzyni przed walkąH – walka była transmitowana przed PPV na Sunday Night Heat |                                                                                                 |                                                                                              |         |

### Royal Rumble match
Nowy zawodnik wchodził do ringu co 2 minuty.
| Wchodzący jako | Zawodnik                | Wyeliminowany jako | Wyeliminowany przez     | Czas w ringu | Liczba wyeliminowanych zawodników |
| -------------- | ----------------------- | ------------------ | ----------------------- | ------------ | --------------------------------- |
| 1              | Jeff Hardy              | 4                  | Matt Hardy              | 06:36        | 3                                 |
| 2              | Bull Buchanan           | 1                  | Jeff Hardy i Matt Hardy | 02:08        | 0                                 |
| 3              | Matt Hardy              | 3                  | Jeff Hardy              | 04:45        | 3                                 |
| 4              | Faarooq                 | 2                  | Jeff Hardy i Matt Hardy | 00:58        | 0                                 |
| 5              | Drew Carey              | 5                  | Samego siebie           | 02:54        | 1                                 |
| 6              | Kane                    | 29                 | Stone Cold Steve Austin | 53:46        | 11                                |
| 7              | Raven                   | 9                  | Kane                    | 08:51        | 0                                 |
| 8              | Al Snow                 | 8                  | Kane                    | 07:08        | 0                                 |
| 9              | Perry Saturn            | 10                 | Kane                    | 05:02        | 0                                 |
| 10             | Steve Blackman          | 7                  | Kane                    | 03:08        | 0                                 |
| 11             | Grand Master Sexay      | 6                  | Kane                    | 01:03        | 0                                 |
| 12             | The Honky Tonk Man      | 11                 | Kane                    | 01:16        | 0                                 |
| 13             | The Rock                | 28                 | Kane                    | 38:42        | 3                                 |
| 14             | The Goodfather          | 12                 | The Rock                | 00:13        | 0                                 |
| 15             | Tazz                    | 13                 | Kane                    | 00:10        | 0                                 |
| 16             | Bradshaw                | 18                 | The Undertaker          | 17:40        | 0                                 |
| 17             | Albert                  | 20                 | Kane                    | 15:53        | 0                                 |
| 18             | Hardcore Holly          | 21                 | The Undertaker          | 14:04        | 0                                 |
| 19             | K-Kwik                  | 16                 | Big Show                | 07:53        | 0                                 |
| 20             | Val Venis               | 22                 | The Undertaker          | 10:22        | 0                                 |
| 21             | William Regal           | 14                 | Test                    | 02:01        | 0                                 |
| 22             | Test                    | 15                 | Big Show                | 02:08        | 1                                 |
| 23             | Big Show                | 17                 | The Rock                | 01:23        | 2                                 |
| 24             | Crash Holly             | 19                 | Kane                    | 02:31        | 0                                 |
| 25             | The Undertaker          | 25                 | Rikishi                 | 10:45        | 4                                 |
| 26             | Scotty 2 Hotty          | 23                 | Kane i The Undertaker   | 00:47        | 0                                 |
| 27             | Stone Cold Steve Austin | -                  | Zwycięzca               | 09:38        | 3                                 |
| 28             | Billy Gunn              | 27                 | Stone Cold Steve Austin | 07:22        | 0                                 |
| 29             | Haku                    | 24                 | Stone Cold Steve Austin | 02:51        | 0                                 |
| 30             | Rikishi                 | 26                 | The Rock                | 02:35        | 1                                 |

#### Statystyki Royal Rumble matchu
- Kane pobił rekord w ilości wyeliminowanych uczestników podczas tego Royal Rumble matchu - wyeliminował 11 zawodników. Jego rekord został pobity dopiero podczas edycji Royal Rumble w 2014 (po 13 latach) kiedy Roman Reigns wyeliminował 12 wrestlerów.
- Stone Cold Steve Austin osiągnął rekord zwycięstw w Royal Rumble matchu osiągając 3 zwycięstwa w tego typu rywalizacji (pobił rekordy Shawna Michaelsa i Hulka Hogana, którzy mieli 2 zwycięstwa). Ten rekord nie został dotychczas wyrównany[8].
- Najdłużej przebywającym zawodnikiem w ringu był Kane, który pozostawał w walce przez 53 minuty i 46 sekund.
- Najkrócej w ringu przebywał Tazz, który walczył zaledwie przez 10 sekund.